# Fujiwara no Kaneie

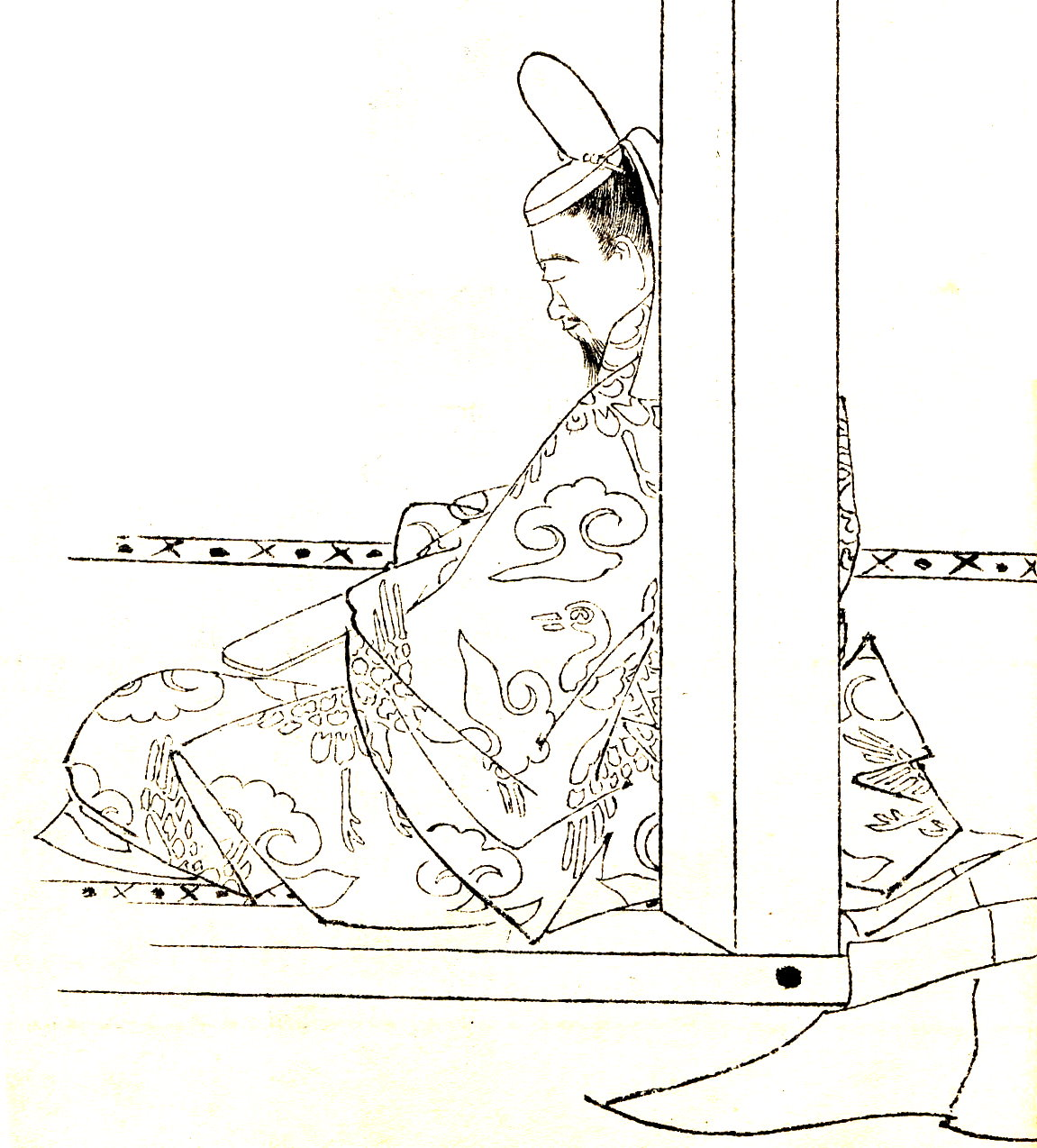
Fujiwara no Kaneie

Fujiwara no Kaneie (jap. 藤原 兼家; * 929; † 31. Juli 990) war ein Kuge (Hofadeliger) der Heian-Zeit. Er war der dritte Sohn des Fujiwara no Morosuke aus der einflussreichen Familie Fujiwara.

## Leben und Wirken
Fujiwara no Kaneie regierte von 986 bis 990 als Sesshō und vom 5. bis 8. Mai (Mondkalender) 990 als Kampaku für Kaiser Ichijō ganz Japan.
Seine erste Frau Fujiwara no Tokihime gebar die Söhne Michitaka, Michikane, Michinaga und die Töchter Chūshi und Senshi. Die Söhne wurden später ebenfalls Regenten (Kampaku und Sesshō), Chūshi Gemahlin von Kaiser Reizei und Mutter von Kaiser Sanjō, Senshi Gemahlin von Kaiser En’yū und Mutter von Kaiser Ichijō.
Seine zweite Frau war Fujiwara no Michitsuna no Haha (Mutter von Fujiwara no Michitsuna) die eine bedeutende Autorin wurde. Daneben hatte er noch weitere Frauen.